# Ruta Estatal de California 26
La Ruta Estatal de California 26, y abreviada SR 26 (en inglés: California State Route 26) es una carretera estatal estadounidense ubicada en el estado de California. La carretera inicia en el Oeste desde la SR 99     cerca de Stockton hacia el Este en la SR 88     cerca de Pioneer. La carretera tiene una longitud de 100 km (62.162 mi).

## Mantenimiento
Al igual que las autopistas interestatales, y las rutas federales y el resto de carreteras estatales, la Ruta Estatal de California 26 es administrada y mantenida por el Departamento de Transporte de California por sus siglas en inglés Caltrans.

## Cruces
La Ruta Estatal de California 26 es atravesada principalmente por la  SR 12  SR 49   en Valley Springs y Mokelumne Hill.
| Condado | Localidad      | Miliario                     | Destinos                                                    | Notas                             |
| --- | -------------- | ---------------------------- | ----------------------------------------------------------- | --------------------------------- |
| San Joaquín SJ 1.11-20.51                                                                                                 |                | 1.11                         | Fremont Street                                              | Continuación más allá de la SR 99 |
| San Joaquín SJ 1.11-20.51                                                                                                 |                | 1.11                         | SR 99 – Sacramento, Fresno                                  | Interchange                       |
| San Joaquín SJ 1.11-20.51                                                                                                 |                | 6.85                         | CR J5 (Jack Tone Road)                                      |                                   |
| San Joaquín SJ 1.11-20.51                                                                                                 |                | Fine Road – Clements, Peters |                                                             |                                   |
| San Joaquín SJ 1.11-20.51                                                                                                 | Bellota        | 15.06                        | CR J6 (Escalon-Bellota Road) – Farmington, Escalon, Modesto |                                   |
| Calaveras CAL 0.00-38.33                                                                                                  |                | R4.38                        | CR J14 (Jenny Lind Road)                                    |                                   |
| Calaveras CAL 0.00-38.33                                                                                                  | Valley Springs | 10.44 9.93                   | SR 12 oeste – Lodi                                          | Extremo oeste de la SR 12         |
| Calaveras CAL 0.00-38.33                                                                                                  |                | 13.87 14.46                  | SR 12 este / Toyon Circle – San Andreas                     | Extremo este de la SR 12          |
| Calaveras CAL 0.00-38.33                                                                                                  | Mokelumne Hill | 18.07                        | SR 49 – San Andreas, Jackson                                |                                   |
| Amador AMA 0.00-4.64 |                | 4.64                         | SR 88 (Pine Grove) – Volcano, Silver Lake                   |                                   |
| 1.000 mi = 1.609 km; 1.000 km = 0.621 mi Cerrada/Antigua • Terminal concurrente • Acceso incompleto • Propuesta/Sin abrir |                |                              |                                                             |                                   |

1. 1 2  Indica que el miliario representa la distancia a lo largo de la SR 12 y no la de la SR 26.